# Ca la Garsa
L'edifici Ca la Garsa assentat sobre la zona arqueològica del fòrum provincial que, erigit en gran part amb carreus romans reaprofitats, presenta les restes d'una estructura singular conformada per dues sales d'arcs diafragmàtics més un porticat que s'obre a la plaça colindant i un avantcos que guanyà espai a l'antiga plaça de la jueria. D'arquitectura i funcionalitat destacables, es conforma com l'únic vestigi arquitectònic de l'activitat quotidiana de la comunitat hebraica de Tarragona que ocupà el call, ininterrompudament, des de 1238 fins al 1492.
Tot el que era l'edifici s'ha enderrocat, conservant-se solament els arcs medievals i part del mur tardoromà. Amb l'enderrocament, també es va perdre la capella de la Verge dels Àngels, pot ser del segle xviii. Les restes són protegides com a bé cultural d'interès local.

## Descripció
De l'edifici conegut com a ca la Garsa, se'n conserven un conjunt d'arcs apuntats estructurals de carreus. A nivell de planta baixa hi ha tres arcs diafragmàtics apuntats paral·lels a la façana de la plaça dels Àngels, que devien conformar una sala rectangular. Dues arcades de menors dimensions, també apuntades, es conserven perpendiculars a les anteriors. Precedint les tres arcades primeres es constata l'estructura d'un pòrtic amb un altre arc apuntat, que devia precedir l'edifici pròpiament dit i, a nivell superior, un altre arc apuntat de les mateixes dimensions que els inferiors. S'hi poden veure també altres intervencions menors d'època moderna. Al carrer de Talavera, adjacent a l'edifici de ca la Garsa, s'hi conserven també dos arcs apuntats. Part de l'edifici era fet de carreus, però majoritàriament era fet de tàpia.
A nivell arqueològic s'hi han documentat una sèrie de nivells que van des d'època baiximperial (segles V-VI) fins a l'actualitat.

## Història
Els segles xiv i xv, la plaça dels Àngels era coneguda com a plaça de la Juheria; posteriorment, com a placeta dels Jueus, i després de l'expulsió d'aquests, com a placeta d'en Seguí. A mitjan segle xvi, va passar a dir-se placeta de na Fenosa (probable propietària de l'edifici). Finalment, el segle xviii va començar a rebre el nom de plaça de la Mare de Déu dels Àngels.
Ca la garsa era, doncs, al mig del call jueu. Les restes que se'n conserven corresponen a un edifici important dels segles xiii i xiv, anterior a l'expulsió dels jueus. Ara com ara, s'estableix la hipòtesi que es tracti de l'antiga sinagoga jueva.
La major part d'aquest conjunt d'arcs era fins fa poc desconegut (només n'hi havia un de visible), ja que es conservaven a l'interior d'un edifici d'època moderna (segles XVIII-XIX). Ca la Garsa fou enderrocat amb autorització de l'Ajuntament, ja que era en molt mal estat de conservació i s'hi volia fer un edifici nou, que de l'antic només havia de conservar l'arc gòtic que es veia a la planta baixa de la façana principal i que era protegit pel planejament municipal. En aquest projecte també es conservaven uns arcs laterals, que eren tapiats però visibles.
L'any 2008 es va dur a terme una intervenció arqueològica en la finca, on es va documentar, a més de l'edifici medieval, una interessant fase de l'antiguitat tardana. En aquesta zona es localitza un edifici, o conjunt, de grans dimensions, datable a l'antiguitat tardana i que es pot relacionar amb l'església de sant Pere de l'anomenat Oracional de Verona.